# Луї Дюпре
Луї Дюпре (фр. Louis Dupré; 1697—1774, Париж) — французький хореограф, танцівник і педагог.

## Біографія
Почав танцювати ще в дитинстві під прізвиськом «малюк Дюпре» (petit Dupré). Офіційний дебют артиста у Королівській академії музики відбувся у 1714 році на сцені театру Пале-Рояль. У період з 1725 по 1730 рік Дюпре виступав із гастролями в Лондоні, Дрездені та при польському королівському дворі. У 1739 році він стає балетмейстером Королівської академії.
З 1743 Дюпре — метр в школі танцю при театрі. Серед його учнів були такі зірки сцени, як Марі-Анн де Камарго, Гаетано Вестріс, Жан Жорж Новер, Максиміліан Гардель та Жан-Батіст Гюс.
Луї Дюпре з «малюка» згодом перетворився на «великого Дюпре» (le Grand Dupré) і став символічною фігурою у французькому танці доби бароко (belle danse), отримавши в Англії прізвисько «бог танцю».
За свідченням Джакомо Казанови Дюпре ніколи не зраджував свого танцю. Жан Жорж Новер також наголошував на його консервативності: «Він був одноманітний; не варіював свій танець, він завжди Дюпре».
В 1753 театральний альманах Les Spectacles de Paris згадував його ім'я серед 13 інших членів Королівської академії танцю.